# ما ستاره خواهیم شد
«ما ستاره خواهیم شد» (انگلیسی: We'll Be the Stars) ترانه‌ای از خواننده آمریکایی، سابرینا کارپنتر از اولین آلبوم استودیویی او به نام چشم‌ها کاملاً باز (۲۰۱۵) است. این ترانه توسط اسکایلر استون‌استریت، کامرون واکر و تهیه کنندهٔ این ترانه، استیون سالومون نوشته شده است. این ترانه در ۱۳ ژانویه ۲۰۱۵ به عنوان تک‌آهنگ آغازین آلبوم منتشر شد و یک روز قبل از آن به‌طور اختصاصی در رادیو دیزنی پخش شد. «ما ستاره خواهیم شد» یک بالاد پاپ با تمپوی متوسط است که با پیانو همراه است و از نظر معنایی، طبق گفتهٔ سابرینا کارپنتر، دربارهٔ رسیدن به رؤیاها صحبت می‌کند.
این ترانه همراه با یک موزیک ویدئو به کارگردانی سارا مک‌کلانگ در ۲۰ فوریه ۲۰۱۵ در کانال ویووی کارپنتر منتشر شد. کارپنتر ترانهٔ «ما ستاره خواهیم شد» را با چندین اجرای زنده معرفی کرد، از جمله در جوایز موسیقی رادیو دیزنی ۲۰۱۵، جایی که او این ترانه را به همراه ترانهٔ «چشم‌ها کاملاً باز» به صورت ترکیبی اجرا کرد.